# Vochysia lanceolata
Vochysia lanceolata är en tvåhjärtbladig växtart som beskrevs av Stafleu. Vochysia lanceolata ingår i släktet Vochysia och familjen Vochysiaceae. Inga underarter finns listade i Catalogue of Life.